# 진시몬
진시몬(秦시몬, 1969년 12월 8일 (음력 10월 29일) ~ )은 대한민국의 가수 겸 기업인이다.

## 경력
1990년 록발라드 〈낯설은 아쉬움〉으로 본격적인 가수 데뷔를 했으나, 갑작스런 군 입대 관련 때문에 잠시 활동을 중단했다. 제대 이후 1996년 KBS 2TV 일일드라마 《며느리 삼국지》의 주제가를 불렀다.

## 학력
- 제주대학교 사범대학 부설고등학교 (졸업)
- 제주대학교 법정대학 (법학 / 학사)

## 정규 음반
- 2010년 《진시몬 7집: ALL IN》(2010.5.7)
- 2008년 《진시몬 6집: Music Is My Life》(2008.7.26)
- 2004년 《진시몬 5집: For Two Men》(2004.6.15)
- 2000년 《진시몬 4집: Previous & New Release》(2000.3.10)
- 1996년 《진시몬 3집: Simon's Disguise New One》(1996.9)
- 1991년 《진시몬 2집: 진시몬 Vol.2》(1991.7.4)
- 1989년 《진시몬 1집: 슬픔의 거리》(미상)

## 방송
- 1997년 KBS2 《퍼즐특급》
- 2009년 KBS1 《TV는 사랑을 싣고》
- 2018년 skyPetPark 《잘살아보시개》
- 2020년 KBS2 《트롯 전국체전》
- 2021년 KBS2 《불후의 명곡 전설을 노래하다》
- 2024년 MBN 《특종세상》

## 수상
- 1989년 MBC 강변가요제 입상